# Gili Sharir

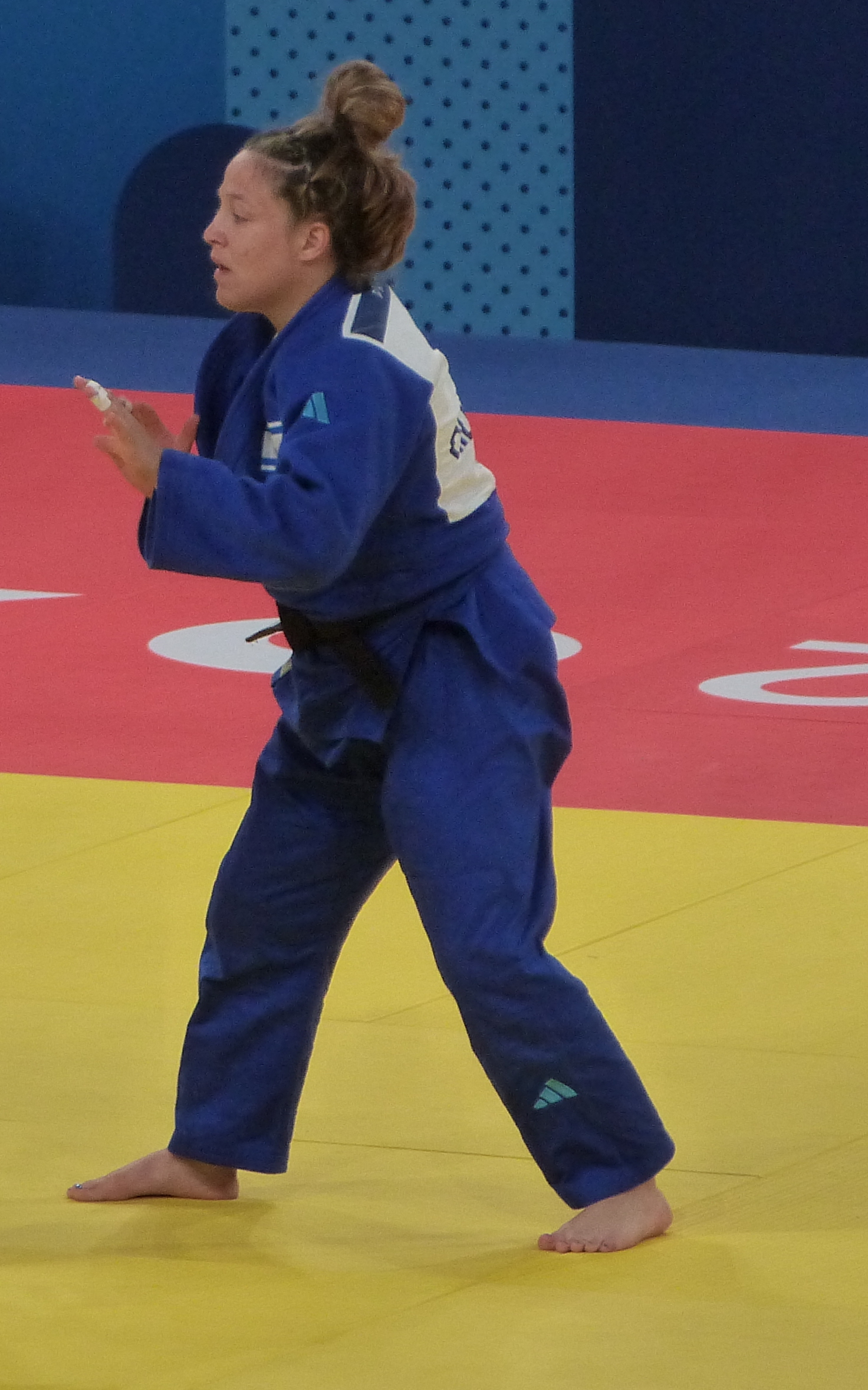
Gili Sharir (2024)

Gili Sharir (* 22. November 1999 in Mazor) ist eine israelische Judoka. Sie gewann mit der israelischen Mannschaft 2021 eine olympische Bronzemedaille.

## Sportliche Karriere
Gili Sharir kämpft im Halbmittelgewicht, der Gewichtsklasse bis 63 Kilogramm. 2017 gewann sie die Silbermedaille bei den Junioren-Europameisterschaften, zwei Monate später erhielt sie eine Bronzemedaille bei den U23-Europameisterschaften. Ende 2017 gewann sie ihren ersten israelischen Meistertitel in der Erwachsenenklasse, 2018 verteidigte sie ihren Titel erfolgreich. Nachdem sie bei den Europameisterschaften 2018 den siebten Platz belegt hatte, schied sie bei den im Rahmen der Europaspiele 2019 ausgetragenen Europameisterschaften 2019 im Achtelfinale aus.
Bei den 2021 ausgetragenen Olympischen Spielen in Tokio verlor sie in ihrem Auftaktkampf gegen die Australierin Katharina Haecker. Im Mixed-Mannschaftswettbewerb gewann die israelische Mannschaft eine Bronzemedaille. In der ersten Runde des Mixed-Wettbewerbs bezwang Sharir gleich zweimal, im regulären Wettkampf und im Stichkampf, die Italienerin Maria Centracchio.  Im Viertelfinale gegen Frankreich bezwang sie zunächst Margaux Pinot, unterlag aber im Stichkampf. In der Hoffnungsrunde unterlag sie der Brasilianerin Maria Portela, aber Israel siegte trotzdem mit 4:2. Schließlich verlor sie im Kampf um Bronze gegen die Russin Madina Taimasowa; da alle anderen israelischen Judoka ihren Kampf gewannen, wirkte sich Sharirs Niederlage nicht aus.
Nachdem Sharir bei den Europameisterschaften 2022 Bronze gewonnen hatte, erreichte sie ein Jahr später bei den Europameisterschaften 2023 in Montpellier das Finale und unterlag dann der Slowenin Andreja Leški. 2024 schied Sharir bei den Europameisterschaften in Zagreb, den Weltmeisterschaften in Abu Dhabi und den Olympischen Spielen 2024 in Paris jeweils in ihrem Auftaktkampf aus.